# Paolo Lanfranchi
Paolo Lanfranchi (* 25. Juli 1968 in Gazzaniga (Lombardei)) ist ein ehemaliger italienischer Radrennfahrer.
Lanfranchi war von 1993 bis 2004 als Profi aktiv. Zu größeren Erfolgen gelangte er erst in der zweiten Hälfte seiner Karriere. Hierzu zählen die beiden Gesamtsiege bei der Tour de Langkawi in Malaysia 1999 und 2001 sowie der Etappensieg in Briançon beim Giro d’Italia 2000.
Eine kontroverse Rolle spielte Lanfranchi beim Straßenrennen der Profis während der WM 2001 in Lissabon, als er sich an der Verfolgung seines Nationalmannschafts-Teamkollegen Gilberto Simoni beteiligte; wohl um die Chancen seines Mapei-Teamkollegen Óscar Freire zu wahren. Tatsächlich gewann Freire am Ende das Rennen im Sprint.

## Erfolge
1999
- Tour de Langkawi

2000
- 19. Etappe Giro d’Italia

2001
- Tour de Langkawi

## Teams
- 1993: Mercatone Uno-Zucchini-Mendeghini
- 1994: Mercatone Uno-Mendeghini
- 1995: Brescialat-Fago
- 1996: San Marco Group-Fago bis 10. Mai 1996
- 1996–1997: Mapei-GB ab 11. Mai 1996
- 1998: Mapei-Bricobi
- 1999–2001: Mapei-Quick Step
- 2002: Index–Alexia Alluminio
- 2003: Ceramiche Panaria-Fiordo
- 2004: Ceramica Panaria-Margres